# آیت نعمان
آیت نعمان (به فرانسوی: Ait Naamane) یک منطقهٔ مسکونی در مراکش است که در مکناس تافیلالت واقع شده‌است.

## خصوصیات
آیت نعمان ۶٬۳۷۵ نفر جمعیت دارد.